# Comté de Jackson (Kansas)
Pour les articles homonymes, voir Jackson et Comté de Jackson.
Le comté de Jackson est l’un des 105 comtés de l’État du Kansas, aux États-Unis. Fondé le 11 février 1859, il a été nommé en hommage à Andrew Jackson, septième président des États-Unis.
Siège et plus grande ville : Holton.

## Géolocalisation
| Comté de Nemaha       |                  | Comté de Brown     |
| Comté de Pottawatomie | Comté de Jackson | Comté d’Atchison   |
|                       | Comté de Shawnee | Comté de Jefferson |